# Eleccions legislatives belgues de 1991
Les Eleccions legislatives belgues de 1991 es van celebrar el 24 de novembre de 1991 per a renovar els 212 membres de la Cambra de Representants i els 106 del Senat. Es formà un govern de coalició presidit pel socialcristià Wilfried Martens, però el març de 1992 dimití i deixà el càrrec al també democristià Jean-Luc Dehaene.

## Resultats a la Cambra de Representants
|                            | Christelijke Volkspartij            | 1.036.165 |  | 16,8    |  | 39  |  |
|                            | Parti Socialiste                    | 831.199   |  | 13,5    |  | 35  |  |
|                            | Vlaamse Liberalen en Democraten     | 738.016   |  | 12.0    |  | 26  |  |
|                            | Socislistische Partij               | 737.976   |  | 12,0    |  | 28  |  |
|                            | Parti Réformateur Libéral           | 501.647   |  | 8,1     |  | 20  |  |
|                            | Partit Social Cristià               | 476.730   |  | 7.7     |  | 18  |  |
|                            | Vlaams Blok                         | 405,247   |  | 7,7     |  | 12  |  |
|                            | Volksunie                           | 363,124   |  | 5,9     |  | 10  |  |
|                            | Ecolo                               | 312.624   |  | 5,1     |  | 10  |  |
|                            | Agalev                              | 299.550   |  | 4,9     |  | 7   |  |
|                            | ROSSEM                              | 198.182   |  | 3,2     |  | 3   |  |
|                            | FDF-PPW                             | 90.813    |  | 1,5     |  | 3   |  |
|                            | Front National                      | 64.992    |  | 1,1     |  | 1   |  |
|                            | Partit dels Treballadors de Bèlgica | 30.491    |  | 0,5     |  |     |  |
|                            | Altres                              |           |  |         |  |     |  |
| Total (participació 91,1%) | Total (participació 91,1%)          | 6,152,160 |  | 100,00% |  | 212 |  |
| Font: IBZ.                 |                                     |           |  |         |  |     |  |

## Resultats al Senat
|                            | Christelijke Volkspartij            | 1.028.699 |  | 16.8    |  | 20  |  |
|                            | Parti Socialiste                    | 814.136   |  | 13.2    |  | 18  |  |
|                            | Socialistische Partij               | 730.234   |  | 11,9    |  | 14  |  |
|                            | Vlaamse Liberalen en Democraten     | 713.542   |  | 11,7    |  | 13  |  |
|                            | Parti Réformateur Libéral           | 496.562   |  | 8,1     |  | 9   |  |
|                            | Partit Social Cristià               | 483.961   |  | 7,9     |  | 9   |  |
|                            | Vlaams Blok                         | 414.481   |  | 6,9     |  | 5   |  |
|                            | Volksunie                           | 365.173   |  | 6,0     |  | 5   |  |
|                            | Ecolo                               | 323.683   |  | 5,3     |  | 6   |  |
|                            | Agalev                              | 314.360   |  | 5,1     |  | 5   |  |
|                            | ROSSEM                              | 196.052   |  | 3,2     |  | 1   |  |
|                            | FDF-PPW                             | 86.026    |  | 1,4     |  | 1   |  |
|                            | Front National                      | 60.876    |  | 1,0     |  |     |  |
|                            | Partit dels Treballadors de Bèlgica | 31.754    |  | 0,5     |  |     |  |
|                            | Altres                              |           |  |         |  |     |  |
| Total (participació 91,1%) | Total (participació 91,1%)          | 5,992,325 |  | 100,00% |  | 106 |  |
| Font: IBZ.                 |                                     |           |  |         |  |     |  |

## Conseqüències
Els demòcrata-cristians flamencs (CVP) i els socialistes flamencs (SP) van patit greus pèrdues i el Vlaams Blok va tenir un gran increment, i en conseqüència, la formació d'un nou gabinet va ser extremadament difícil. Després que Guy Verhofstadt i Melchior Wathelet fracassessin, Jean-Luc Dehaene (CVP) va formar en 1992 un govern de coalició de democristians i socialdemòcrates, amb la participació del seu partit, els socialistes de Flandes (SP) i de Valònia (PS) i el Partit Social Cristià (PSC), que es va convertir en un dels governs més importants de Bèlgica, perquè va dur a terme substancials reformes socials, constitucionals i fiscals.